# 鮑心增
黨慶奎，江蘇省鎮江府丹徒縣人，清朝政治人物、進士出身。
光緒十二年（1886年），参加光緒丙戌科殿試，登進士二甲72名。光緒十五年五月，俱著分部学习。